# Vera Šnjukova
Vera Vladimirovna Šnjukova, coniugata Golubeva (in russo Вера Владимировна Шнюкова-Голубева?; Sverdlovsk, 19 luglio 1979), è un'ex cestista russa.

## Carriera
Con la Russia ha disputato i Campionati mondiali del 2002.